# Parc naturel Ötscher Tormäuer
 (avril 2016).
Le parc naturel Ötscher-Tormäuer est un parc naturel situé en Autriche, dans la région du Mostviertel. Créé en 1970, il couvre une superficie de 170 km2. Au centre du Parc domine l'Ötscher, plus haut sommet du Mostviertel. Le symbole du parc est l'ours brun.

## Territoire
Le parc naturel Ötscher-Tormäuer s'étend sur les communes de Gaming, Sankt Anton an der Jeßnitz, Puchenstuben, Annaberg et Mitterbach am Erlaufsee et couvre une surface de 170 km2.Il s'agit du plus grand parc naturel de Basse-Autriche. Il est traversé par l'Erlauf et l'Ötscherbach.

## Création
Dans les années 1960, un projet pour endiguer l'Erlauf entre Toreck et Trübenbach et construire une centrale électrique a vu le jour. À la suite de l'opposition rencontrée, le projet a été abandonné et le parc naturel Ötscher-Tormäuer a été créé en 1970.

## Paysage
Le parc abrite plusieurs paysages : des sommets montagneux (l'Ötscher), des gorges, des grottes et des forêts.

## Faune et flore
Le parc abrite des forêts d'épinettes et des prairies calcaires. 25 espèces d'Orchidées ont été recensées, dont une espèce indigène : la Pantoufle de la Dame. 
En 1971, un ours de Slovénie s'est installé dans le parc. Dans le cadre d'un projet WWF, trois autres ours ont alors été introduits, puis deux autres en 2008. D'autres animaux comme les chamois, les cerfs, les hiboux moyen-duc ou encore l'aigle royal peuvent également être observés dans le parc.